# Битка при Ел Хобито
Битката при Ел Хобито се състои на 13 май 1895 г. в провинция Ориенте в Куба, по време на Кубинската война за независимост.

## Битка
Във фермата „Ел Хобито“, северозападно от Гуантанамо, силите под командването на генерал Антонио Масео се изправят срещу колона от повече от 500 врагове. Войските на Масео със съответните им лидери, полковници Хоакин Планас и Викториано Гарсон, генерал-майор Хосе Масео и бригаден генерал Педро Агустин Перес, лагеруват в близост от предната нощ, докато генерал Антонио, неговият ескорт и кавалерията на полковник Хесус Раби лагеруват във Ферма „Чапала”.
На разсъмване напредналите революционери действат срещу испанския авангард в Санада де Аройо Наранхо. Врагът напредва към лагера на Хосе Масео и заема височините, въпреки че е отблъснат. Генерал Хосе се хвърля срещу по-голямата част от войските все още на път, докато генерал Антонио поставя силите си в позиция подкова, което му позволява да атакува както отпред, така и от фланговете на врага, докато Перес затваря отстъплението.
Испанският водач е загинал и битката продължава почти седем часа, без испанците да успеят да пробият обсадата, когато пристигат партизаните от Гуасо и отрядите от Гуантанамо. Кубинците разбират количеството на подкреплението и започват обсадата без да престават да тормозят противника. Масео се опитва да язди с кавалерията на Раби, но врагът се оттегля в Гуантанамо с голям брой убити и ранени.

## Последица
Победата в тази важна битка има за последица бързото консолидиране на кубинските сили в започващата война, както и постигането на важни победи, включването на голям брой бойци в редиците на революционерите и получаването на нови оръжия и боеприпаси.
От друга страна на испанските сили, тежко разбити им трябват два месеца за да атакуват отново кубинските сили. Битката при Пералехо се състои едва на 13 юли 1895 г., която също е победна за кубинците.